# Vígľaš
Vígľaš (bis 1927 slowakisch „Víglaš“; ungarisch Végles) ist eine Gemeinde in der Mittelslowakei mit 1477 Einwohnern (Stand 31. Dezember 2024).

## Geographie
Die Gemeinde liegt im Talkessel Zvolenská kotlina am Fluss Slatina am Fuße des Gebirges Javorie. Das Ortszentrum liegt auf einer Höhe von 385 m n.m. und ist 12 Kilometer von Detva sowie 15 Kilometer von Zvolen entfernt.
Neben dem Hauptort gehört zur Gemeinde auch der Ort Pstruša.
Nachbargemeinden sind Očová im Norden und Nordosten, Detva im Osten, Stožok im Südosten, Klokoč und Slatinské Lazy im Süden sowie Zvolenská Slatina im Westen.

## Geschichte
Der Ort wurde 1393 erstmals schriftlich erwähnt. Vígľaš entwickelte sich als Ansiedlung unterhalb des Schlosses Vígľaš.

## Bevölkerung
| Jahr                | 1994 | 2004    | 2014    | 2024     |
| ------------------- | ---- | ------- | ------- | -------- |
| Anzahl der Personen | 1607 | 1663    | 1667    | 1477     |
| Unterschied         |      | +3,48 % | +0,24 % | −11,39 % |

| Jahr                | 2023 | 2024    |
| ------------------- | ---- | ------- |
| Anzahl der Personen | 1501 | 1477    |
| Unterschied         |      | −1,59 % |

Nach der Volkszählung 2011 wohnten in Vígľaš 1697 Einwohner, davon 1513 Slowaken, 36 Roma, fünf Tschechen, zwei Magyaren sowie ein Karpatendeutscher und ein Russe. 139 Einwohner machten keine Angabe zur Ethnie.
1175 Einwohner bekannten sich zur römisch-katholischen Kirche, 112 Einwohner zur Evangelischen Kirche A. B., 11 Einwohner zur evangelisch-methodistischen Kirche, jeweils vier Einwohner zur griechisch-katholischen Kirche und zur reformierten Kirche, jeweils drei Einwohner zu den Zeugen Jehovas, zur altkatholischen Kirche und zur orthodoxen Kirche, jeweils zwei Einwohner zur Pfingstbewegung und zur tschechoslowakischen hussitischen Kirche und ein Einwohner zu den Mormonen; fünf Einwohner bekannten sich zu einer anderen Konfession. 200 Einwohner waren konfessionslos und bei 172 Einwohnern wurde die Konfession nicht ermittelt.

## Verkehr
Der Ort besitzt eine Haltestelle an der Bahnstrecke Zvolen–Košice.

## Sonstiges
Luftbilder der Burgpalast-Ruine (die als Hotel rekonstruierte Burg rechts):

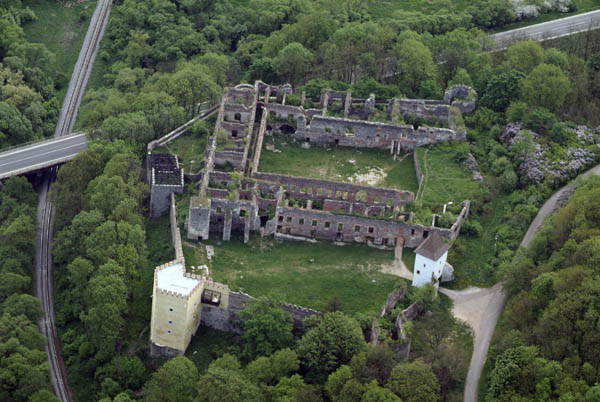
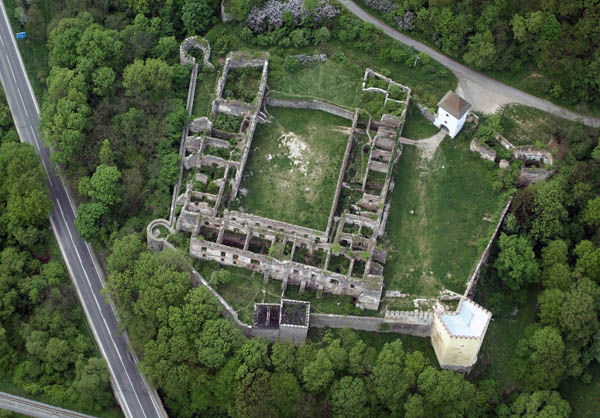
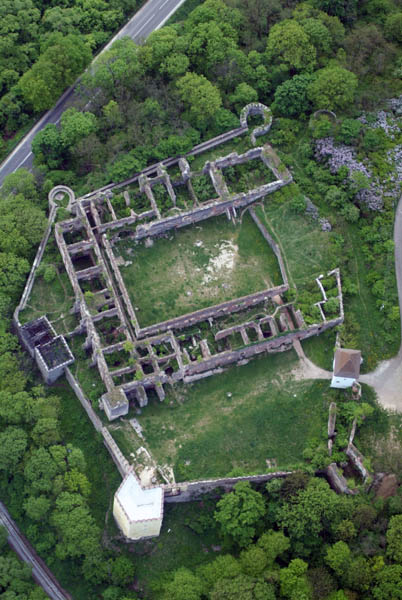
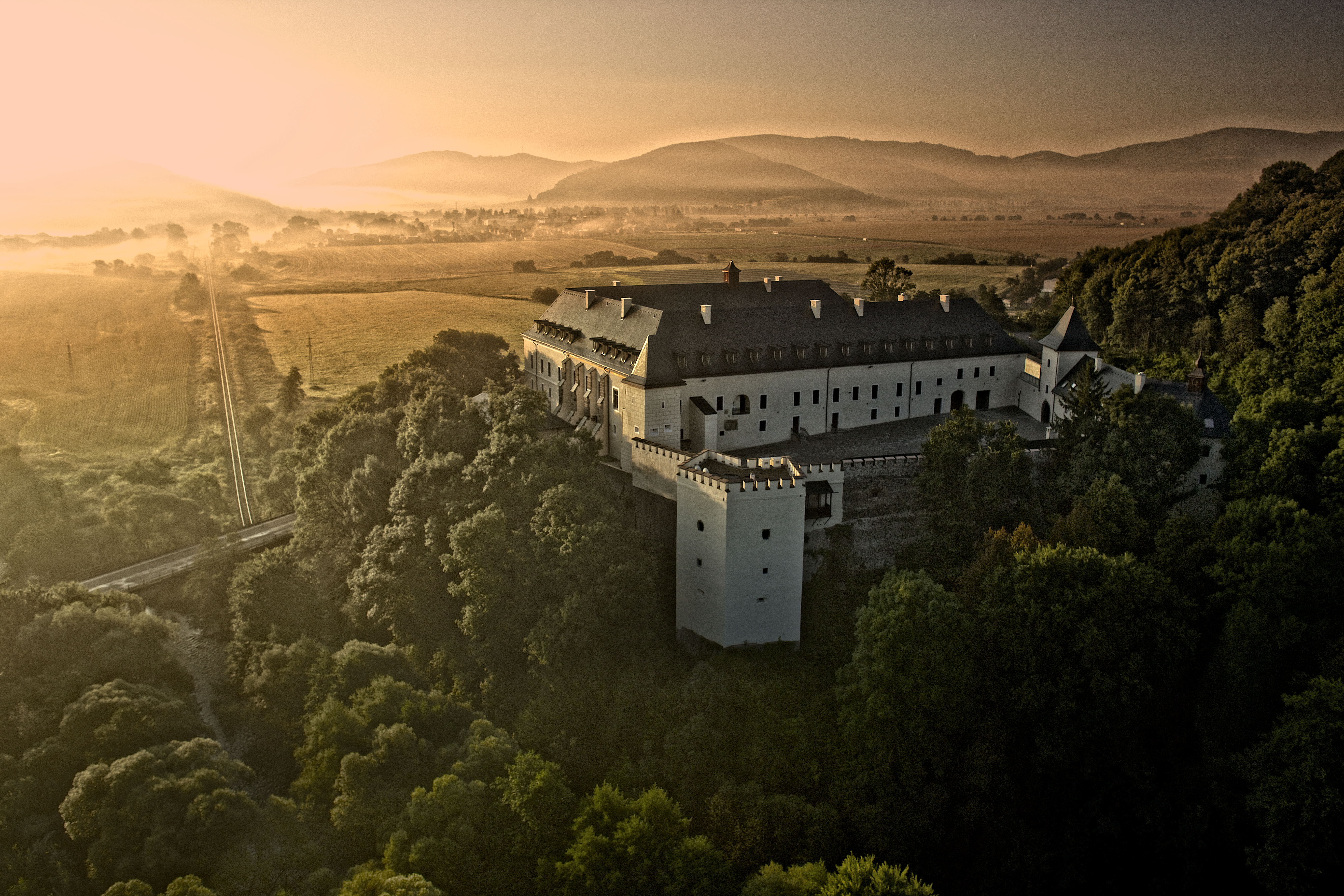
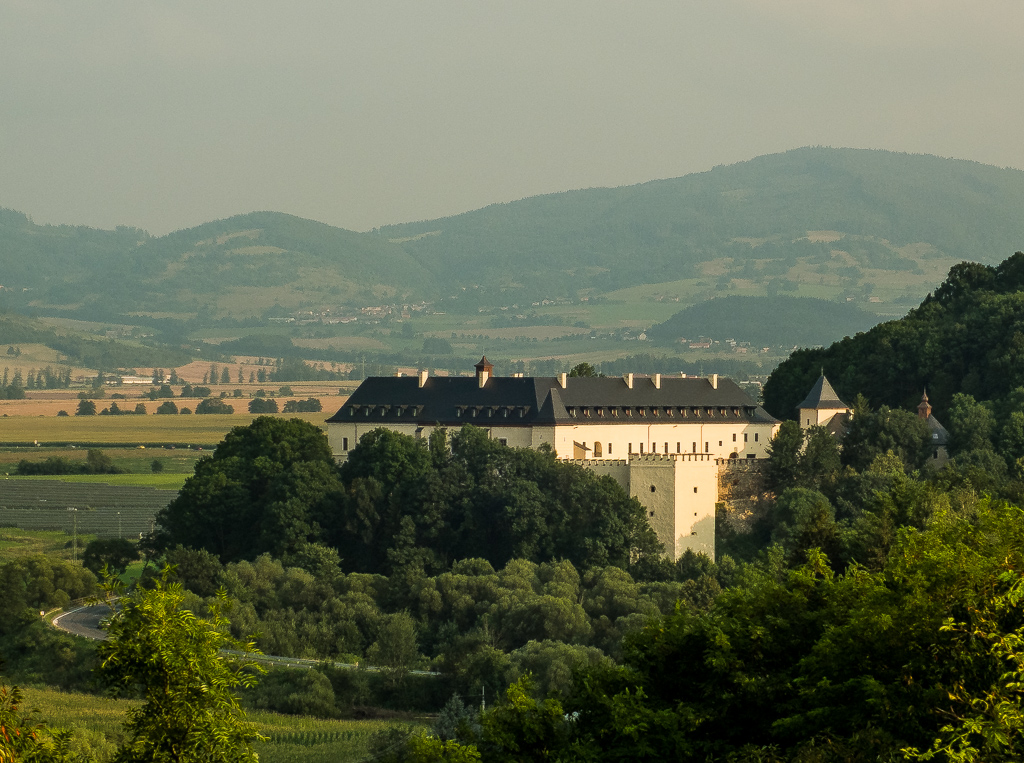

## Persönlichkeiten
- Ján Chabada (* 10. Februar 1915; † 18. April 1970 in Bratislava), evangelisch-lutherischer Theologe und Generalbischof der Slowakischen Evangelische Kirche A.B.

## Kultur
- Siehe auch: Liste der denkmalgeschützten Objekte in Vígľaš